# Chilodes maritima
Chilodes maritimus là một loài bướm đêm trong họ Noctuidae.

## Hình ảnh

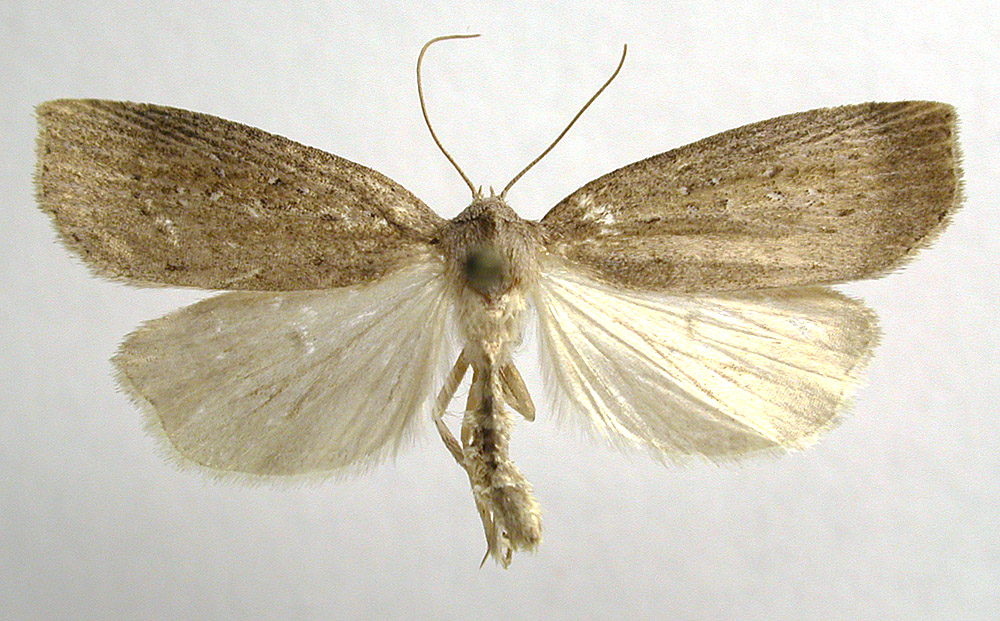
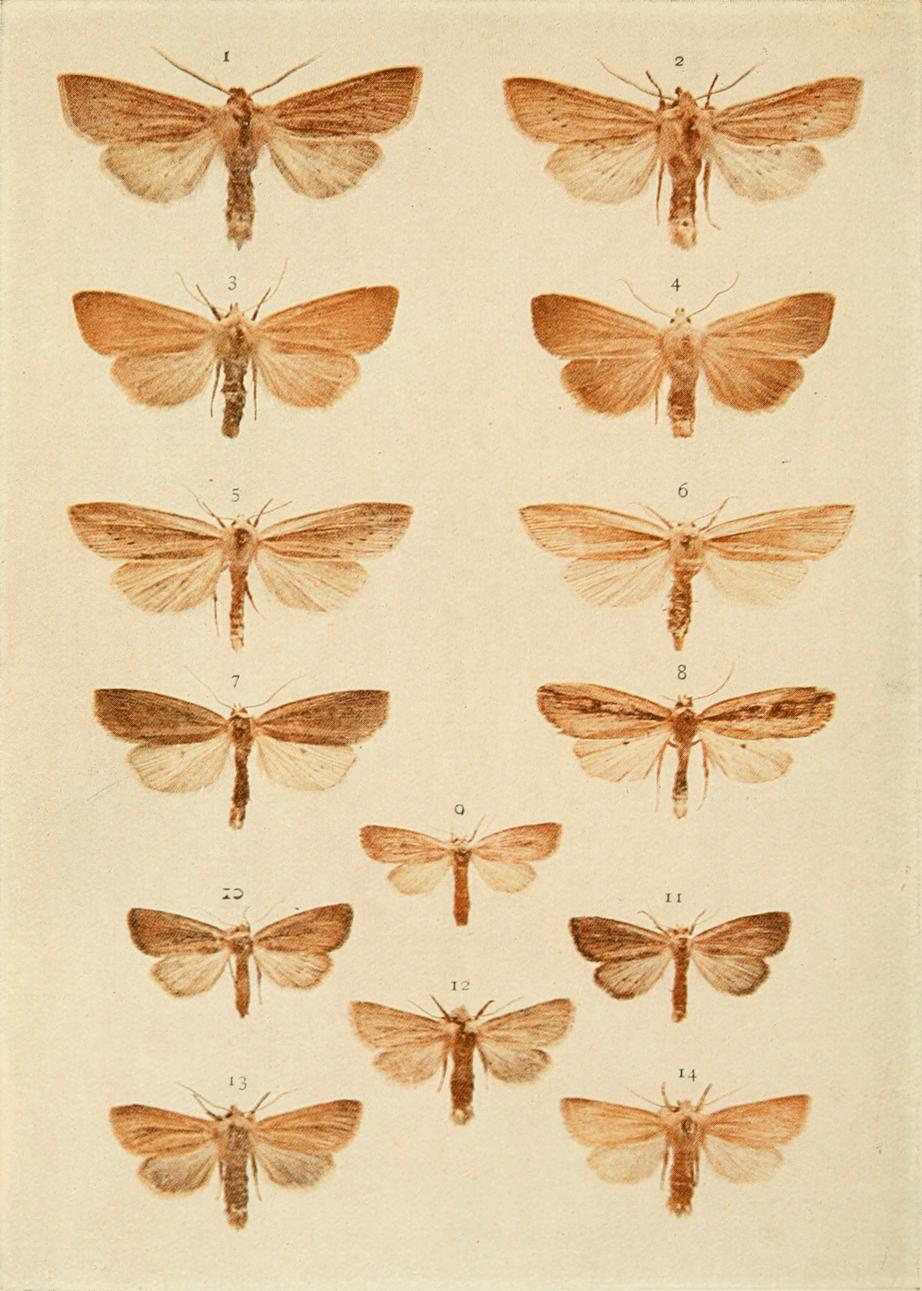